# Sverigetopplistan
Sverigetopplistan, ranije poznata kao Topplistan i Hitlistan i sl., je od listopada 2007. godine švedska nacionalna top ljestvica, bazirana na podacima prodaje singlova i albuma od Grammofonleverantörernas förening. Od kasne 2006. godine lista uključuje i legalni digitalni download.

## Radijska emisija
1976-2006. godine top ljestvica prikazivana je na Švedskom radiju (Sveriges Radio) P3. Od 2007. godine, P3 prikazuje samo podatke za digitalni download (Digilistan), od Nielsen SoundScan. 

## Vanjske poveznice
- Sverigetopplistan
- Arhiva